# Parabutlerita
La parabutlerita és un mineral de la classe dels sulfats. va ser anomenada l'any 1938 per Mark Chance Bandy per la seva semblança amb la butlerita.

## Classificació
Segons la classificació de Nickel-Strunz, la parabutlerita pertany a «07.DC: Sulfats (selenats, etc.) amb anions addicionals, amb H₂O, amb cations de mida mitjana només; cadenes d'octaedres que comparteixen costats» juntament amb els següents minerals: aluminita, butlerita, meta-aluminita, fibroferrita, xitieshanita, botriògen, zincobotriògen, chaidamuita i guildita.

## Característiques
La parabutlerita és un sulfat de fórmula química Fe3+(SO₄)(OH)·2H₂O. Cristal·litza en el sistema ortoròmbic. La seva duresa a l'escala de Mohs és 2,5. És insoluble en aigua, ja sigui freda o calenta; és soluble en àcids diluïts. S'ha observat com a pseudomorfitzant copiapita.

## Formació i jaciments
Es forma com a producte d'alteració de la copiapita. Ha estat descrita a l'Argentina, Xile, la Xina, Xipre, Hongria, l'Iran, Espanya i els EUA.